# Richtlinie 90/434/EWG (Fusionsrichtlinie)
Die Fusionsrichtlinie ist eine EG-Richtlinie. Sie regelt die Besteuerung des grenzüberschreitenden Eigentümerwechsels von Unternehmen und Kapitalbeteiligungen innerhalb der Europäischen Gemeinschaft.

## Voraussetzungen
Das übertragende und das übernehmende Unternehmen müssen in zwei unterschiedlichen Mitgliedstaaten der Europäischen Union ansässige Kapitalgesellschaften sein (mittlerweile wird auch die zwischenzeitlich neu eingeführte SE begünstigt). Um einen Aufschub der Besteuerung zu erhalten, muss der Zugriff des Fiskus, dessen Bereich verlassen wird, auf die endgültig aus den stillen Reserven erzielten Erträge sichergestellt sein. Eine weitere Voraussetzung sind weiterhin gesicherte Rechte im Rahmen der Mitbestimmung der Arbeitnehmer.

## Ziele und Rechtsfolgen
Grundsätzlich soll ein Zwang zur Auflösung stiller Reserven bei grenzüberschreitendem Eigentümerwechsel vermieden werden. Eine Besteuerung soll erst zu dem Zeitpunkt erfolgen, zu dem durch eine tatsächliche Veräußerung aus dem Unternehmen heraus eine Gewinnrealisierung erzielt wird.
Ursprüngliche Anwendungsfälle sind Fusionen, Einbringungen, Spaltungen und der Anteilstausch zwischen Unternehmen. Durch Änderungen sind die Regelungen auch auf Abspaltungen, die grenzüberschreitende Sitzverlegung und die Umwandlung von Betriebsstätten in Tochtergesellschaften anwendbar.
Ziel der Richtlinie ist eine Vereinfachung der grenzüberschreitenden Umstrukturierung, vor allem innerhalb von Konzernen und Holdingstrukturen.
Die Sicherung der Besteuerungsrechte erfolgt durch Buchwertverknüpfung, auch die erhaltenen Anteile werden zum Buchwert angesetzt.

## Umsetzung in deutsches Recht
In Deutschland wurden zunächst im Rahmen des Umwandlungssteuergesetzes (§ 20 und § 23) die  Einbringung und der Anteilstausch umgesetzt, da diese im Wege der Einzelrechtsnachfolge abgewickelt werden. Für die im Wege der Gesamtrechtsnachfolge durchgeführten Umstrukturierungen durch Fusion und Spaltung ist die Umsetzung dann am 12. Dezember 2006 im Rahmen des SEStEG erfolgt.